# Trachelas spinulatus
Espèce
Trachelas spinulatus est une espèce d'araignées aranéomorphes de la famille des Trachelidae.

## Distribution
Cette espèce se rencontre au Guatemala, au Salvador et au Nicaragua ,.

## Description
Les mâles mesurent de 5,36 à 5,47 mm et les femelles de 6,05 à 7,99 mm.

## Publication originale
- F. O. Pickard-Cambridge, 1899 : Arachnida - Araneida and Opiliones. Biologia Centrali-Americana, Zoology. London, vol. 2, p. 41-88 (texte intégral).